# Roel de Graaff
Roel de Graaff (Pijnacker, 5 juli 1983 – aldaar, 23 mei 2025) was een Nederlands betaald voetballer die bij voorkeur als rechtsbuiten speelde. 

## Loopbaan
De Graaff begon op zesjarige leeftijd bij OLIVEO in zijn geboorteplaats Pijnacker. Op tienjarige leeftijd kwam hij in de jeugdopleiding van Feyenoord. Daar speelde hij tot de B-jeugd en ging toen naar DHC in Delft. Daar werd hij in de A-jeugd kampioen en speelde anderhalf jaar in het eerste team dat uitkwam in de Zaterdag Eerste klasse B. In 2003 werd hij aangetrokken door Sparta Rotterdam waar hij in het beloftenteam kwam. De Graaff debuteerde op 27 augustus 2004 in het profvoetbal in de uitwedstrijd in de Eerste divisie bij Excelsior Rotterdam (2–3) als invaller in blessuretijd voor Riga Mustapha. Hij kwam voor de winterstop tot vijf invalbeurten in de Eerste divisie maar speelde daarna weer in het beloftenteam. In de herfst van 2005 verruilde hij Sparta voor HFC Haarlem. Daar debuteerde hij 16 december 2005 in de thuiswedstrijd in de Eerste divisie tegen FC Volendam (4–0) als invaller na 74 minuten voor Rodney Cairo. In zijn tweede seizoen werd hij een vaste waarde in het team en scoorde hij twee doelpunten in 20 wedstrijden. Het seizoen 2007/08 onder trainer Jan Zoutman werd zijn doorbraak waarin hij elf doelpunten maakte in 23 wedstrijden. Op 17 februari 2008 viel hij thuis tegen Volendam na een half uur uit met een knieblessure die hem de rest van het seizoen kostte.
Ondanks zijn blessure werd hij in mei 2008 gecontracteerd door FC Zwolle. Half november kon hij voor Zwolle in actie komen maar viel in zijn tweede wedstrijd tegen FC Omniworld weer uit met een gebroken elleboog wat hem drie maanden revalidatie kostte. De Graaff was voornamelijk invaller en scoorde niet in de 13 duels in de Eerste divisie voor Zwolle. Wel scoorde hij eenmaal in de nacompetitie. Na dat seizoen keerde hij terug naar Haarlem. Daar kwam De Graaff weer veel aan spelen toen en maakte zes treffers in 20 wedstrijden. Haarlem kende echter financiële problemen en ging begin 2010 failliet. De Graaff sloot daarop op amateurbasis aan bij FC Dordrecht, maar slaagde er na vijf wedstrijden niet in een contract af te dwingen. Medio 2010 speelde hij voor Team VVCS en zou hij naar Quick Boys gaan. Bij RBC Roosendaal kon hij toch in het profvoetbal blijven spelen. Hier botste De Graaff met trainer Peter van Vossen en nadat hij in april 2011 tegen Telstar een rode kaart (twee keer geel) kreeg, werd zijn contract ontbonden. RBC zou na het seizoen failliet gaan. De Graaff ging weer voor DHC spelen waar hij, onder meer met zijn broer, nog twee seizoenen in de Zaterdag Hoofdklasse A uitkwam.

## Persoonlijk
De Graaff volgde zijn middelbare schoolopleiding aan het Sint Stanislas College. Na het voetbal was hij werkzaam in de schoonmaakbranche. Hij bleef actief met sporten in tennis en darts. Hij woonde alleen in Delft en had uit een eerdere relatie een zoon wiens jeugdteam hij ook trainde bij BVCB. Op 23 mei 2025 overleed De Graaff plotseling aan een hartstilstand buiten een café in Pijnacker waar hij net een dartswedstrijd gewonnen had.

## Carrièrestatistieken
| Seizoen         | Club             | Competitie               | Competitie | Competitie | Beker | Beker | Overig | Overig | Totaal | Totaal |
| Seizoen         | Club             | Competitie               | Wed.       | Dlp.       | Wed.  | Dlp.  | Wed.   | Dlp.   | Wed.   | Dlp.   |
| --------------- | ---------------- | ------------------------ | ---------- | ---------- | ----- | ----- | ------ | ------ | ------ | ------ |
| 2001/02         | DHC              | Zaterdag Eerste klasse B |            |            | –     | –     | –      | –      |        |        |
| 2002/03         | DHC              | Zaterdag Eerste klasse B |            |            | –     | –     | –      | –      |        |        |
| 2004/05         | Sparta Rotterdam | Eerste divisie           | 5          | 0          | 0     | 0     | 0      | 0      | 5      | 0      |
| 2005/06         | HFC Haarlem      | Eerste divisie           | 5          | 0          | –     | 0     | –      | 0      | –      | 0      |
| 2006/07         | HFC Haarlem      | Eerste divisie           | 20         | 2          | –     | 0     | –      | –      | –      | 2      |
| 2007/08         | HFC Haarlem      | Eerste divisie           | 23         | 11         | –     | 0     | –      | –      | –      | 11     |
| 2008/09         | FC Zwolle        | Eerste divisie           | 13         | 0          | 0     | 0     | 3      | 1      | 16     | 1      |
| 2009/10         | HFC Haarlem      | Eerste divisie           | 20         | 6          | 2     | 1     | –      | –      | 22     | 7      |
| 2009/10         | FC Dordrecht     | Eerste divisie           | 5          | 0          | 0     | 0     | –      | –      | 5      | 0      |
| 2010/11         | RBC Roosendaal   | Eerste divisie           | 15         | 1          | 1     | 0     | –      | –      | 16     | 1      |
| 2011/12         | DHC              | Zaterdag Hoofdklasse A   | 24         | 14         | –     | –     | –      | –      | 24     | 14     |
| 2012/13         | DHC              | Zaterdag Hoofdklasse A   | 23         | 10         | –     | –     | –      | –      | 23     | 10     |
| Carrière totaal | Carrière totaal  | Carrière totaal          | 133        | 44         | –     | 1     | –      | 1      | –      | 46     |